# Багикла
Багикла — село (аул) в Лакском районе Дагестана. Входит в состав сельского поселения «Сельсовет «Куминский»».

## География
Село расположено на левом берегу реки Казикумухское Койсу, в 9 км к северу от районного центра — села Кумух.

## История
В 1967 в результате схода оползня была разрушена часть села. 
В 2016-м году в свет вышла книга писательницы Луизы Алиевой «Багикла край завещанный отцами», книга издана тиражом 300 экземпляров.

## Население
| 1895 | 1926 | 1939 | 1970 | 1989 | 2002 | 2010 |
| ---- | ---- | ---- | ---- | ---- | ---- | ---- |
| 358  | ↘303 | ↗378 | ↘231 | ↘98  | ↘79  | ↗85  |
| 2021 |      |      |      |      |      |      |
| ↗88  |      |      |      |      |      |      |

## Хозяйство
Багиклинская ГЭС (действовала в 1939-70).